# Girolamo Arrigo
Girolamo Arrigo (Palerm (Sicília), 2 d'abril, 1930 – Idem. 18 de desembre, 2018), va ser un compositor italià.
Va estudiar al Conservatori de Palerm i més tard amb Deutsch a París. En la seva primera producció, va agafar influències de Boulez en les seves obres, com Shadows i Infrarosso. També va compondre, entre altres coses, l'obra de teatre antifeixista espanyol Orden i la sàtira política Addio Garibaldi.

## Discografia[3]
- Girolamo Arrigo, Ensemble Vocal A Capella, Michel Tranchant – Madrigali Su Michelangelo (CD, Album) Erato 2292-45623-2 (1991)
- La Cantata Hurbinek - Argomento Di Primo Levi (CD) Istituto Siciliano di Studi Ebraici I.S.S.E. 01, 991950110969 (1992)
- Girolamo Arrigo - Jean Louis Steuerman – Pièces Pour Piano (CD, Album) Arion ARN 68345 (1995)
- Girolamo Arrigo, Jean-Claude Eloy, André Jolivet, Darius Milhaud–Carnet De Notes 23 (33 ⅓ RPM,EP,S/Edition, Mono) Heugel 66-1, 23 (1966)
- Guy Reibel, Girolamo Arrigo, Darius Milhaud, André Jolivet – Carnet de Notes 32 (33 ⅓ RPM) Heugel 70 II A, 32 (1970)
- G. Arrigo*, J.L Martinet*, Darius Milhaud, Lambert Chaumont – Carnet De Notes 37 (33 ⅓ RPM, EP) Heugel 73 I, 37 (1973)
- Girolamo Arrigo, Jean-Louis Martinet, Darius Milhaud, Lambert Chaumont–Carnet De Notes N° 37 (33 ⅓ RPM) Heugel 73 1 (Unknown)